# Pusztacsó, Vas
Pusztacsó  este un sat în districtul Kőszeg, județul Vas, Ungaria, având o populație de 151 de locuitori (2011). 

## Demografie
Componența etnică a satului Pusztacsó
     Maghiari (97,96%)
     Germani (2,04%)
Componența confesională a satului Pusztacsó
     Romano-catolici (83,44%)
     Luterani (6,62%)
     Fără religie (1,99%)
     Necunoscută (7,95%)
Conform recensământului din 2011, satul Pusztacsó avea 151 de locuitori. Din punct de vedere etnic, majoritatea locuitorilor (97,96%) erau maghiari, cu o minoritate de germani (2,04%).  Din punct de vedere confesional, majoritatea locuitorilor (83,44%) erau romano-catolici, existând și minorități de luterani (6,62%) și persoane fără religie (1,99%). Pentru 7,95% din locuitori nu este cunoscută apartenența confesională.